# Johannes Boekholt
Johannes Boekholt (april 1656 – 7 oktober 1693) was de zoon van Baltus Janse Boekholt en Sara Six. Net als zijn vader was Johannes Boekholt boekverkoper, uitgever en schrijver in Amsterdam. Hij was actief tussen 1680 en 1693. Van 1684 tot 1694 was hij actief op de Gapersteeg in de buurt van het Rokin.
Naast het uitgeven van boeken hield hij zich eveneens bezig met schrijven. Hij was een voorstander om te schrijven in versvorm in plaats van proza. Daarnaast was Boekholt een fervent aanhanger van de Nadere Reformatie, dit illustreerde hij aan de hand van de boeken die hij uitgaf, verkocht en schreef.

## Levensloop
De grootvader van Johannes Boekholt, Jan Baltense, vestigde zich in de jaren dertig van de zeventiende eeuw in Amsterdam. Hij was werkzaam als bierdrager en schoenmaker en kwam uit Meppen, waardoor de Boekholts een link hebben met Duitsland. Jan Baltense had vier kinderen. De vader van Johannes Boekholt, Baltus Jansen (Boekholt), begon zich vanaf 1660 Baltus Boekholt te noemen. Hierdoor werd de familienaam uitgebreid.
De volledige geboortedatum van Johannes Boekholt is niet met zekerheid te zeggen, maar hij is gedoopt op 16 april 1656 in de Oude Kerk in Amsterdam. Johannes Boekholt had zeven broers en zussen. Over de eerste twintig leefjaren van Johannes Boekholt is weinig informatie beschikbaar. Uit de trouwboeken van Amsterdam blijkt dat hij in april 1679 vanuit zijn ouderlijk huis aan de Leidsestraat getrouwd is met Maria Wiltis van de Prinsengracht.
Johannes Boekholt had een winkel in de Gapersteeg (Amsterdam). Deze straat was in de buurt van het Rokin en de Kalverstraat. Deze buurt werd gezien als een levendige buurt met veel rijke potentiële klanten. Dit was een van de redenen voor uitgevers en boekhandelaren om zich in deze buurt te vestigen.
Uit de begraafboeken blijkt dat Boekholt is gestorven op 7 oktober 1693. Maria stierf een jaar later op 6 november 1694. Ze zijn allebei in de Nieuwezijdse Kapel begraven. Na zijn dood liet hij alles na aan zijn dochter Sara Maria. Zij was de enige van zijn zes kinderen die toen nog leefde. Uit de erfenis blijkt hoe rijk en vermogend Johannes Boekholt was als uitgever en boekverkoper.

## Uitgever en boekverkoper
Als uitgever gaf Johannes Boekholt met name werken uit van Schotse en Engelse auteurs die vertaald werden naar het Nederlands. Boekholt wilde zich als uitgever inzetten voor de Nadere Reformatie. Dit werd benadrukt door de eerste publicaties die hij uitgaf van Jacobus Koelman in 1679. Het uitgeven van het werk illustreert tevens de nauwe samenwerking met de belangrijkste auteur uit zijn fonds: Jacobus Koelman. Dertien werken van Koelman verschenen bij Boekholt. Verder tien vertalingen in het Engels. Boekholt gaf eveneens vertaalde werken uit van William Guthrie, Robert MacWard en John Brown. Daarnaast een aantal herdrukken van aanhangers van de Nadere Reformatie, zoals Willem Teellinck, Jodocus van Lodensteyn en Willem Sluiter. Hij gaf bijvoorbeeld de Brieven van Samuel Rutherfords uit. In 1687 verscheen het laatste en derde deel die vertaald werd door Koelman. Een ander belangrijk geschrift was De Heere Jesus Christus voor de Alleene ende Souveraine Koninck over Sijne Kerke van Wilhelmus à Brakel (1688). Daarnaast gaf hij ook prekenbundels en preken uit, bijvoorbeeld Vertroostingen der Geloovige Ziele tegen de Verschrickingen des Doodts van Charles Drelincourts. De bekeringsgeschiedenis van John Bunyan, Grace Abounding to the Chief of Sinners, werd gezien als het belangrijkste autobiografische werk die Boekholt heeft uitgegeven. In 1689 verscheen de Nederlandse vertaling op de markt.
Tussen 1679 en 1695 hebben Boekholt en zijn weduwe ongeveer 125 titels uitgegeven, waarvan ongeveer veertig titels vertaalde werken waren uit het Engels.
Boekholt verkocht als boekverkoper ongeveer 100 titels in zijn winkel in de Gapersteeg, die niet door Boekholt zelf waren uitgegeven. Boekholt besloot zelf herdrukken te maken van de werken die niet meer leverbaar waren.

## Schrijver
Net als zijn vader had Johannes Boekholt ook de ambitie om te schrijven. De geschreven werken van vader en zoon verschilden inhoudelijk erg van elkaar. Johannes Boekholt schreef een religieuze embleembundel, prozawerk, religieuze gedichten en een lofdicht. Hij schreef niet voor de elite, maar voor gewone mensen die net als hem gelovig waren of zijn denkbeelden deelden. Zijn eerste bundel werd in 1679 gepubliceerd: Ziels-klachten, Lofzangen en Aendachtige Meditatien op Verscheyde Stoffen uyt Gods H. Woord. Dit was een van zijn eerste publicaties als uitgever. Voor de gedichten die in dit werk voorkomen heeft hij bestaande melodieën en versvormen gebruikt. Zijn tweede bundel Uytspanningen verscheen in 1688. Wederom staat het verheerlijken van God centraal. De derde bundel verscheen in 1693: ‘t Geopende en bereidwillige herte na den Heere Jesus. Dit is een embleembundel en inhoudelijk komt het overeen met de voorgaande bundels, maar met bijgevoegde emblemata. In 1688 verschijnt het enige prozageschrift van Boekholt, Den Weg des Levens door de Overdenkinge des Doots.

## Werken van Johannes Boekholt
- Ziels-klachten (1679)
- Uytspanningen of Uytbreyding van 't Hoogliedt en eenige Psalmen Davids.  (1688)
- Den Weg des Levens door de Overdenkinge des Doots (1688)
- Goddelyke liefdevlammen van een boetvaardige, geheiligde, liefhebbende, en haar selfs-stervende ziele ( 1691)
- ‘t Geopende en bereidwillige herte na den Heere Jesus (1693)